# Gunma (prefektura)
Gunma (japanski: kanji 群馬県, romaji: Gunma-ken) je prefektura u današnjem Japanu. 
Nalazi se u središnjem dijelu otoka Honshūa. Nalazi se u chihō Kantō.
Glavni je grad Maebashi.
Organizirana je u 7 okruga i 35 općina. ISO kod za ovu pokrajinu je JP-10.
1. ožujka 2008. u ovoj je prefekturi živjelo 2,014.608 stanovnika.
Simboli ove prefekture su cvijet japanska azaleja (Rhododendron japonicum), drvo japanski crni bor (Pinus thunbergii), ptica bakreni fazan (Phasianus soemmerringii) i riba ayu (Plecoglossus altivelis).